# Perissus crassicollis
Perissus crassicollis är en skalbaggsart som beskrevs av Carlo Pesarini och Andrea Sabbadini 1997. Perissus crassicollis ingår i släktet Perissus och familjen långhorningar. Inga underarter finns listade i Catalogue of Life.